# Annette Barbier
Annette Louise Barbier (29 de septiembre de 1950 - 5 de junio de 2017) fue una artista y educadora estadounidense. Trabajó con videoarte, net.art, arte de instalación, performance interactivo y tecnologías emergentes y experimentales desde la década de 1970. Los temas en su trabajo abordan "problemas del hogar, definidos localmente como domesticidad y, más ampliamente, como las formas en que nos relacionamos con nuestro entorno". Una de sus primeras obras, "Home Invasion [1995]", que incorpora diálogo crítico y audio, está disponible en Leonardo. "El espacio doméstico, anteriormente inviolable, se ve cada vez más interrumpido por la comunicación electrónica de todo tipo, incluida la radio, la televisión, el correo electrónico y el teléfono". Ella residía en Chicago.

## Primeros años y educación
Barbier nació y creció en Hegewisch en Chicago. Se graduó de la escuela secundaria Francis de Sales. Barbier asistió a la Universidad de Illinois en Chicago y recibió su licenciatura en 1974 en Artes Plásticas y Gráficas. En 1977, recibió una Maestría en Bellas Artes de la Escuela del Instituto de Arte de Chicago (SAIC).

## Carrera
Impulsada por las experiencias de la vida, la perspectiva de Barbier sobre el hogar evolucionó a lo largo de los años. En un momento, Barbier abandonó la universidad para pasar un año en Francia, lo que fue formativo al hacer que los temas del hogar, la cultura y la identidad fueran el centro de su trabajo. Años más tarde, una cátedra Fulbright en India con su hija de 3 años confirmó la importancia de viajar para cuestionar las propias concepciones sobre el mundo. Barbier una vez vivió fuera de la ciudad con su familia en el borde de una reserva forestal del condado de Cook. Esta estrecha conexión con el entorno natural, con la observación frecuente de coyotes, halcones, aves acuáticas, pájaros cantores y venados, causó una impresión duradera. Con el tiempo, su enfoque ha pasado de un énfasis en lo personal a una consideración de lo global, observando formas en las que el hogar ha llegado a definirse más ampliamente a medida que las poblaciones cambian y nuestra interdependencia se vuelve cada vez más clara.
En su último trabajo, Barbier volvió a investigar las formas en que la encarnación puede facilitar la expresión de una idea, cuestionando nuestra relación con el mundo natural utilizando la tecnología como metáfora de la pérdida. La pérdida de material a través del proceso destructivo del grabado con láser, que elimina el material mediante la quema, se compara con la pérdida de hábitat, la pérdida de especies enteras y la pérdida de diversidad en nuestras plantas y animales nativos. La obra de arte de Barbier aborda ideas de hogar y lugar, en contraste con los mundos y sistemas naturales, "poéticamente hace visible una pequeña intersección en la civilización que es increíblemente compleja y rota" y enfatiza la "visión como metáfora".

### Como docente
Barbier se unió a la facultad como profesora asociada en la Universidad Northwestern en el Departamento de Radio/TV/Cine en 1982, donde permaneció hasta 2005. En 2005, se unió a Universidad de Columbia en Chicago en el Departamento de Artes y Medios Interactivos, donde permaneció hasta 2012 y se fue como profesora emérita.

## Colaboraciones artísticas
Además de su práctica individual, Annette Barbier ha trabajado en colaboración a través de bienes raíces, su colaboración a largo plazo con su socio Drew Browning. Trabajando en varios proyectos desde la década de 1970, unreal-estates continúa explorando el potencial que las nuevas tecnologías ofrecen, creyendo que el contenido original surge del diálogo entre un artista y un medio. Además, este diálogo no tiene por qué ser únicamente entre el "Artista" y el medio; la autoría se puede extender al espectador, haciéndolo partícipe, a través de instrumentos como micrófonos y cámaras de video y, más recientemente, computadoras, dispositivos de biorretroalimentación, escáneres de ADN, etc. Barbier y Browning han colaborado en muchos proyectos, incluidas actuaciones, instalaciones y su hija, Céline. También han trabajado en proyectos que investigan la discapacidad y el espacio público.
En 2012, unreal-estates y V1b3 (Video in the Built Environment) recibieron una subvención conjunta de Propeller Fund para crear una plataforma para una serie de obras públicas de realidad aumentada [AR]. Innovador en ese momento, como uno de los primeros usos artísticos de la realidad aumentada, el resultado fue Expose Intervene Occupy, que consiste en una variedad de proyectos de artistas que utilizaron tecnología de realidad aumentada para interactuar críticamente con el público de Chicago. unreal-estates ha dado conferencias y exhibido a nivel nacional e internacional, compartiendo "las alegrías y las tristezas de trabajar con tecnologías de vanguardia". Se publicó una entrevista con propiedades irreales en Media-N, Journal of the New Media Caucus [otoño de 2010: v.06 n.02 Dynamic Coupling].

## Exposiciones de arte
2018
- Chicago New Media 1973–1992, Galería 400, Chicago, IL, 10/1/19 - 12/15/19[17][18]

2014
- Solo show, Chicago Artists Coalition, August, 2014[7]
- Group show "Avian Spirits", Brushwood Center, Ryerson Woods Conservation Area, Lake Co., IL, 7- 9/2014
- Group show "Extinctions", Brushwood Center, Ryerson Woods Conservation Area, Lake Co., IL, 3- 4/2014
- Retrospective, Fountains Foundation 916, 2 – 3/2014;[19]
- Preview, show of BOLT residents at the Chicago Artists Coalition Gallery, 2/7 – 27[7]

2013
- Transgressions, solo show at Brushwood Center, Ryerson Woods Conservation Area, Lake Co., IL, 11/9 /13 – 1/16/14[20]

2012
- Approach, Video Guerilla Tour 2012, São Paulo, Brasil, 11/12
- Expose, Intervene, Occupy (EIO) documentary at International Symposium of Electronic Art (ISEA), Albuquerque, AZ, 9/12
- Winds of Change, New Media Festival L.A., Los Angeles Center for Digital Art, Los Ángeles, CA, 7/12 – 8/4/12
- EIO at the University Film and Video Assn. (UFVA), Chicago, IL, 8/12
- Scan2go, invited artist in College Art Association exhibit of mobile media based work, Los Ángeles, CA, 2/2012.

2011
- IDEAS exhibit at the International Digital Media Art Assn. (IDMAA) conference, Savannah, GA. Invited artist – Subtractions series; also two collaborative works with Drew Browning, Puff (interactive installation) and Winds of Change (video), juried exhibition 10/11
- Brood, with Niki Nolin, at the Project Room, Universidad de Columbia en Chicago, 7/11
- V1b3 at the College Art Association, juried group show: Stages: video installation, NYC, 2/11
- Synthesis: Processing and Collaboration invited group show at Calit 2 Gallery; Speak to Me Softly: video document of interactive installation, Jan. – March, 2011
- V1b3 at the IDMAA conference, Vancouver, BC, 11/10, The American Dream, video 2010
- Galería Aferro, Newark, NJ, Home Invasion, audio work, 2,3/10 2009
- Site Unseen (commissioned), Elevator Music, sound installation, Chicago Cultural Center, 11/09 2008
- Upgrade Network, screening of Stages and Homeland Security Advice, Skopje, Macedonia, 9/08

2007
- Polvo Gallery, Echelon, Search Terms: interactive installation; Chicago, IL, 8 – 9/07
- Web3dart 2007, Dana Centre Science and Art Museum, London, UK and University of Perugia, Umbria, Italy, 5/07, Extreme Measures

2006
- Site Unseen (commissioned), Chicago Cultural Center, Rise/Run, 11/06.

2005
- UFVA, Path of the Dragon, Homeland Security Advice, Escape, installations and video, 8/05, Chicago, IL - IDMAA conference, juried exhibition of Stigmata and Wave Harmonies, 2 interactive installations, Orlando, FL, 3/05

2004
- Performance of River of Many Sides, commissioned by Art Synergy, collaboration with US and Vietnamese artists, 6/04, UIC theater, Chicago, Il
- IDMAA conference, juried exhibition of Extreme Measures, a web work, Orlando, FL, 3/04

2003
- Commission for Waiting in Line, an interactive installation at the Museum of Science and Industry, 8/ 14-18/2003

2002
- "Home Works"- Betty Rymer Gallery, School of the Instituto de Arte de Chicago; 12/02 _ 2/03; exhibition of HOME at the SAIC Alumni show.
- V.02, Museum of Contemporary Art, Chicago April 18/19/02; exhibition of HOME in conference/exhibit on art and technology

2001
- "Contact Zones", Nickle Art Museum, Calgary, Alberta, Canadá, 10-12/01. Home CDROM.
- Ars Electronica Conference and Exhibition, 9/2001, Linz, Austria; Home, a virtual reality environment for the CAVE

2000
- Inter Society for Electronic Arts (ISEA), Home, París, France, 12/2000; -FILE, Home, Museum of Image and Sound, São Paulo, Brasil, 8-9/00

1998
- Women in the Director's Chair, Patio Lights and 3 Minute Life, 3/98, Chicago, IL

1997
- Included in "Electronic Immersions: 4 Generations of Illinois Artists" at the State of Illinois Gallery, 9-10/97, in connection with the ISEA conference in Chicago.
- Website, The Home Page, was featured in "Women and the Art of Multimedia" at the National Museum of Women in the Arts, 4-5/97.

1996
- IV Congresso da Associacao Internacional da Semiotica Visual; "Video Narratives" 11-12/96

1995
- Image Union (Ch. 11, WTTW, Chicago, IL) screening of Longing, 4/20/95 and Domestic Portraits, Moving to the Suburbs, 11/94
- Fourth National Poetry Video Festival, April 5–7, 1995 Video Festival, Dallas, TX,

1994
- Chicago Filmmakers invited screening, 3/4/94
- James River Festival of the Moving Image, Virginia Commonwealth University, Longing, 4/15-17/94

1993
- Mill Valley Film Festival, Mill Valley, CA, The Kitchen Goddess, 11/93 -Dallas Video Festival, Dallas, TX, The Kitchen Goddess, 11/93

1992
- Intimate Technologies/Fictional Personas, St. Lawrence University, Canton, NY, Table of Silence, 3/92

1990
- My Country 'Tis of Thee (show named after the videotape), American Museum of the Moving Image, Astoria, NY, 1/13-19/90
- In Search of Paradise, Artists Space, NYC, and L.A.C.E., LA, Women'sMovements, 1/18-2/24/1990 -Twelfth Annual San Francisco Art Institute Film and Video Festival, Women's Movements, 4/20-22, 1990
- imMEDIAte family, Newhouse Center for Contemporary Art, Snug Harbor Cultural Center, Staten Island, NY, Table of Silence, 4/28–9/2/1990.(Subsequently toured with these tapes on NY cablestations). *The Houston International Film Festival, Women's Movements, Silver Award Certificate, 4/90
- UFVA, formal screening, Women's Movements, June, 1990, formal respondent John Caldwell (review published in Journal of South Asian Cinema).
- Downtown Community TV screening series, NYC, Women's Movements, 8/28/90

1989
- This Is Who I Am, Table of Silence, 911, Contemporary Arts Center, Seattle,WA, 11/89

1988
- It's About Time, The Independents on the Learning Channel, 4/88, Table of Silence -Women in the Director's Chair, Table of Silence, Chicago, 3/88

1987
- Channel 11, WTTW, Public Television, Image Union, Chicago, 2/87 -San Paolo Video Festival, Brasil, 9/87

1986
- Lifestories, Minneapolis College of Art and Design Gallery, 10-11/86
- American Film Institute National Video Festival, Los Ángeles, CA, 12/86
- "Video and Language, Video as Language", L.A.C.E., Los Ángeles, 12/86 and the Bergman Gallery,
- Renaissance Society, University of Chicago, 3/87

1985
- Athens Video Fest, Athens, OH, 11/85
- First International Video Biennale, Vienna, Austria, 9/85
- Video-Biennale Internationale, Josefsplatz, Germany, 4/85
- European tour (Wales, París) of Chase Scene, a video/computer graphics performance,1985, which premiered at Dancespace, St. Marks's Church, NYC,10/84. Contributing artist. -"Chicago", survey of work by Chicago artists, Banff Centre, Banff, Alberta, CA, 2-3/85

1984
- Great Lakes Video and Film Festival, Milwaukee, WI, 10/84
- One person exhibit, installations and tapes, the Center for New Television, Chicago, IL, 9/84 -Alternative Space, Museum of Contemporary Art, Chicago, 7/84

1983
- Image Union, Ch. 11, WTTW, "Dance in Silence", 10/83 and 10/82

1982
- Women Directors A to Z, Center for New TV, Chicago Filmmakers, ARC Gallery, 12/12/82

1981
- "Expression", production of Television Francaise 1, originating in Paris and broadcast internationally, 12/81
- 3rd Erlangen Video Festival, Erlangen, Germany, 5/81
- Video at Anthology Film Archives, NYC, 4/81
- Neuro-Electronic Exoperimenters, The Center for Media Art, American Center in Paris, France, 4/81
- So To Speak, a video/dance performance, MoMing Dance and Arts Center, Chicago, IL, 3/81 and the Universitdad de Illinois en Chicago, 1/82

1979
- Video Roma II, Rome, Italy, 9/79

1978
- Image Union, WTTW, Chicago, Beach Ball Boogie, 11/78 1975
- Chicago and Vicinity Show, (escultura), Instituto de Arte de Chicago, 1/75

## Colecciones permanentes
- Archivo Rose Goldsen de Arte de Nuevos Medios, Biblioteca de la Universidad de Cornell[21]
- Centro Ars Electronica, Linz, Austria[22]
- Galería del Estado de Illinois, Edificio del Estado de Illinois, Chicago, Illinois
- Instituto de Arte de Chicago, Banco de datos de video, Chicago, Illinois
- Biblioteca Consular de los Estados Unidos, Madrás, India
- Instituto de Cine y Televisión de India, Pune, India

## Premios
- Residencia de artistas, BOLT, Chicago Artists Coalition, 2013–14
- Residencia de artistas, Prairie Center of the Arts, Peoria, IL, 4/12 para asesoramiento sobre seguridad nacional, premio del jurado, UFVA, 8/05
- para Stigmata , Best in Show, Asociación Internacional de Artes de Medios Digitales, 3/05
- por Wave Harmonies , premio del jurado, International Digital Media Arts Assn., 3/05
- para Inicio, segundo lugar , arte web de ARCHIVO, 9/00
- para Retratos domésticos 1 y 2 , Mención de honor, 19.º Festival de artistas de cine y video de Illinois, 4/94
- por anhelo , premio de oro, Houston Worldfest, 5/94
- para Movimientos de Mujeres , Premio de Plata, Festival Internacional de Cine de Houston, 4/90
- para Movimientos de Mujeres, categoría de video independiente, Festival Internacional de Cine de Chicago, Placa de Plata, 11/89
- por Table of Silence , Silver Plaque y Silver Hugo, Festival Internacional de Cine de Chicago, 11/87
- por Inside , Placa de Oro, Festival Internacional de Cine de Chicago, categoría Video Independiente, 11/84
- Residencia de artistas, Experimental Television Center, Owego, NY, 8/83
- por Eye See the World so Beautifully , placa de plata, Festival Internacional de Cine de Chicago, '79

## Reseñas
- Ensayo para la retrospectiva de Fountains, de Celine Browning
- "A Room To View", Melissa Potter, Media-N, Journal of the New Media Caucus, otoño de 2011: V.07 N.02[23]
- "No hay lugar como el hogar: la paradoja de la encarnación en el trabajo de Annette Barbier", reseña de Jennifer Machiorlatti, After Image, otoño de 2006, vol. 34, #3
- artnet.com, reseña de Victor M. Cassidy de "Path of the Dragon", en la exposición InTransit, Gosia Koscielak Gallery, 6/06
- River of Many Sides, reseña de Kathryn Farley en The Artletter: www.artletter.com, 7/04 - Home citado en: Fischnaller, Franz. "E-Art...Net...Sociedad", Editori Riuniti , Roma, Italia, junio de 2004
- Paul Hertz, en Leonardo: The Journal of the International Society for the Arts, Science and Technology, vol. 30, No. 4, 1997, MIT Press.
- Caldwell, John, Revista de cine del sur de Asia, 5/91
- Kleinhans, Chuck, "Narrativas visuales: Nuevo video de Chicago", New Art Examiner, 5/87
- Straayer, Chris, "Mujeres en la silla del director", Afterimage, vol. 14, #10, 5/87 -Bayard, Louis, "Reel life: Un festival de películas y videos de mujeres", The Reader, 3/6/87
- Hixson, Kathryn, "Video News: de vuelta a la historia", The Reader, 13 de febrero de 1987
- Rankin, Scott, "Video and Language, Video as Language", Catálogo de la exposición en Los Angeles Contemporary Exhibition Center, 4/12/86 - 18/1/87
- Smith, Amanda, "El cuerpo y la caja", The Village Voice, 20/10/84

## Publicaciones
- Bukalski, Peter J. y Annette Barbier. "Directrices de la Asociación Universitaria de Cine y Video para los programas de MFA". Revista de Cine y Video 52.1 (2000): 33-47.
- Kuiper, John B., et al. "Foro de presidentes: ¿Qué debe traer la UFVA del pasado al futuro?" Revista de Cine y Video 49.3 (1997): 73-84.
- Hardin, Ted. 3 Minute Life y luces de patio. 50 vol. Englewood: Asociación Universitaria de Cine y Video, 1998.
- Hardin, Ted. Reseñas de videos: "3 Minute Life" y "Piano Lights". 50 vol. Chicago, Ill: Asociación Universitaria de Cine y Video, 1998.
- Barbier, Annette. Reseñas de video: "En el desierto: una telaraña" Dirigida por Edmond Chibeau. 49 vol. Chicago, Ill: Asociación Universitaria de Cine y Video, 1997.
- Barbier, Annette. En el desierto: una telaraña. 49 vol. Englewood: Asociación Universitaria de Cine y Video, 1997.
- Barbier, Annette. "Reseñas de video: diqueotomía dirigida por Deborah Fort". Revista de Cine y Video 45.2-3 (1993): 111
- Barbier, Annette. diqueotomía. 45 vol. Englewood: Asociación Universitaria de Cine y Video, 1993.